# Лигата на справедливостта (анимационен сериал)
„Лигата на справедливостта“ (на английски: Justice League) е американски анимационен сериал за екип от супергерои, излъчван от 17 ноември 2001 г. до 29 май 2004 г. по американския Cartoon Network. Базиран е на едноименния комикс на ДиСи Комикс и персонажите, появяващи се в него. След втория си сезон, шоуто е преименувано на „Лигата на справедливостта без граници“ и върви още два сезона.

## Актьорски състав
- Кевин Конрой - Брус Уейн/Батман
- Джордж Нюбърн - Кларк Кент/Кал Ел/Супермен
- Сюзън Айзенбърг – Принцеса Диана/Жената-чудо
- Карл Лъмбли – Жон Жонз/Марсианския ловец
- Майкъл Роузенбаум - Уоли Уест/Светкавицата
- Фил Ламар - Джон Стюърт/Зеления фенер
- Мария Каналс – Шайера Хол/Момичето-ястреб

## „Лигата на справедливостта“ в България
В България сериалът започва излъчването си на 2 декември 2007 г. по Нова телевизия, като част от детската програма „Часът на Уорнър“, всяка неделя от 09:00 и завършва на 23 ноември 2008 г. На 31 януари 2009 г. започват повторения на втори сезон с разписание всяка събота и неделя от 08:00, а от 5 април от 08:30 и приключват на 26 април. Първи сезон не е повторен. Ролите се озвучават от артистите Гергана Стоянова в първи сезон, Елена Русалиева във втори, Ася Рачева, Васил Бинев, Борис Чернев, Стефан Сърчаджиев – Съра, Камен Асенов и Георги Георгиев – Гого.
На 21 юли 2008 г. сериалът започва повторно излъчване по Диема Фемили, всеки делничен ден от 15:25. На 20 август 2010 г. започва още веднъж, всеки делничен ден от 06:00 приключва на 28 септември. Дублажът е на студио Медиа Линк. Ролите се озвучават от артистите Ася Братанова, Илия Иванов, Мартин Герасков и Христо Бонин. Въпреки че сериалът се излъчва по-бързо по Диема Фемили, отколкото по Нова телевизия, през месец август е спрян и така премиерните дати на излъчване си остават тези на първия канал.